# دوين ريتشاردز
دوين ريتشاردز (بالإنجليزية: Duane Richards)‏ هو لاعب كرة قاعدة أمريكي، ولد في 16 ديسمبر 1936 في Spartanburg, Indiana ‏ في الولايات المتحدة.

## وصلات خارجية
- دوين ريتشاردز على موقعبيزبول رفرنس.كوم (الدوري الرئيسي) (الإنجليزية)
- دوين ريتشاردز على موقعبيزبول رفرنس.كوم (الدوري الثانوي) (الإنجليزية)